# South of Midnight
South of Midnight è un videogioco di avventura dinamica in terza persona sviluppato da Compulsion Games e pubblicato da Xbox Game Studios. Il videogioco è uscito l'8 aprile del 2025 per le piattaforme Xbox Series X/S e Steam. Il videogioco è un'esclusiva Xbox. Al momento, il videogioco è esclusivamente digitale e non è previsto alcun formato fisico su disco.

## Modalità di gioco
South of Midnight è un'avventura dinamica in terza persona dove si prendono i panni di Hazel, protagonista del gioco la cui casa venne distrutta in un uragano e che nel corso della storia deve imparare a utilizzare un antico potere di tessitura per esplorare il Profondo Sud (una versione fantasy del realmente esistente Profondo Sud) e combattere contro creature nemiche che si aggirano per l'ambiente. Il gioco consiste nelle abilità magiche di Hazel che dovrà usare per il combattimento, risoluzione di puzzle e di attraversamento. Durante le cutscene, il gioco emula la tecnica dello stop-motion.
L'ambientazione del gioco è una rielaborazione in chiave fantasy del Profondo Sud e degli Stati Uniti meridionali. Il gioco inserisce musica e narrativa tipica del folklore sud-statunitense. Mentre combatte contro gli Haints che ostacolano la sua avventura e si riconcilia col passato della sua famiglia, Hazel cerca di ricucire gli strappi nel Grande Arazzo e di trovare un posto che la faccia sentire a casa.

## Sviluppo e pubblicazione
South of Midnight è stato sviluppato dalla Compulsion Games, già sviluppatore di We Happy Few e Contrast ed è il primo gioco a essere stato realizzato sotto Xbox Game Studios. Il gioco è stato sviluppato in origine come "Project Midnight" e i primi dettagli sono stati rivelati in alcuni leak diffusisi nel 2021. Successivamente, è stato ufficialmente annunciato l'11 giugno del 2023, all'Xbox Games Showcase. Il 9 giugno 2024 è stato mostrato il primo gameplay trailer, che ha anche annunciato l'uscita al 2025.